# Téléphérique du Salève
Le téléphérique du Salève est un téléphérique de France permettant l'ascension du Salève. Il est situé en Haute-Savoie, à proximité immédiate de la frontière franco-suisse, et dominant la ville de Genève.

## Histoire

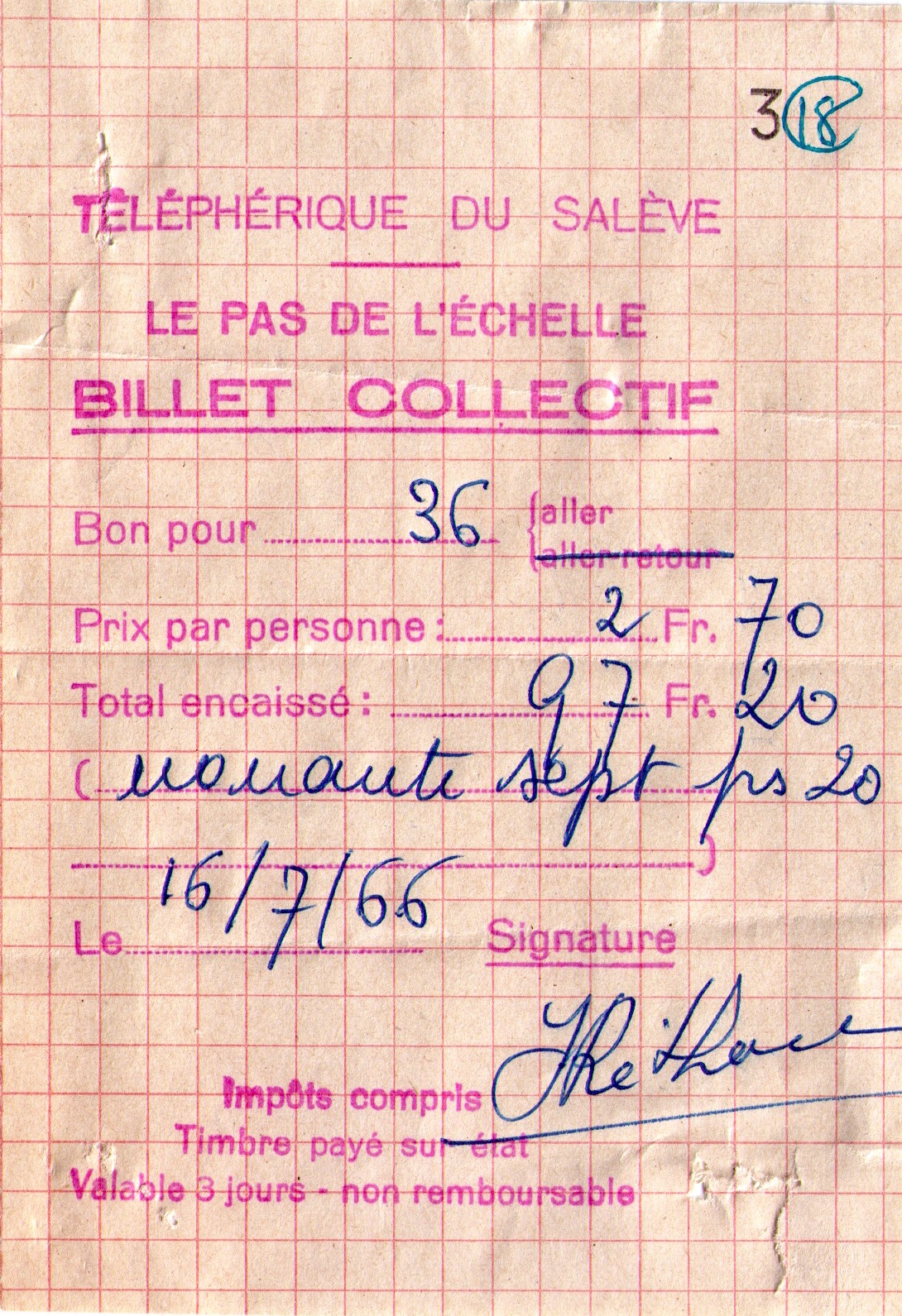
Billet collectif, 1966.

Un premier téléphérique permettant l'acheminement des marchandises, le « Chemin de fer aérien de la Croisette », est construit en 1913 entre Vovray et le col de la Croisette, sur la commune d'Archamps. Il est supprimé en 1953.
Le projet de téléphérique moderne pour voyageurs est étudié à partir des années 1910 par l'ingénieur civil Maurice Delessert. Prévoyant un départ depuis le côté suisse de la frontière, il n'est pas réalisé.
Inauguré en 1932, le téléphérique est l’œuvre de l'architecte suisse Maurice Braillard et du téléphériste André Rebuffel, réunis par l'entrepreneur Auguste Fournier. Il prend le relais du chemin de fer du Salève, qui jusqu'en 1935 permet de relier en une heure par train à crémaillère Veyrier, en Suisse, au lieu-dit des Treize Arbres, situé non loin de l'arrivée actuelle du téléphérique. Contrairement au projet Delessert, il est intégralement situé en territoire français.
Sa réalisation est contemporaine à celle du téléphérique du Brévent à Chamonix-Mont-Blanc ou celui du Mont-Veyrier.
Modernisé en 1951, sa fréquentation baisse et son état se détériore. Il est fermé en 1975. L'intervention du canton de Genève et d'Edmond de Rothschild permet l'organisation de gros travaux de modernisation, conduits par Von Roll. Le téléphérique rouvre en 1984. Propriété de la ville d'Annemasse jusqu'en 2007, il est depuis géré par délégation de service public par un Groupement local de coopération transfrontalière, constitué de la République et Canton de Genève, d'Annemasse - Les Voirons Agglomération et de la commune de Monnetier-Mornex. Les deux gares sont modernisées de 2021 à 2023, entraînant la fermeture du téléphérique qui rouvre le 12 septembre 2023 et est inauguré le 8 octobre.

## Exploitation
Depuis 2013, le téléphérique du Salève est exploité par un groupement formé par RATP Dev, filiale du groupe RATP, les TPG et Comag, filiale de Poma. Fin 2021 et pour 20 mois, le téléphérique a fermé ses portes pour des travaux dans les gares.

## Restaurants
Dès les années 1930, un restaurant se trouvait à côté de la gare du téléphérique au sommet du Salève. Dans la nuit du 14 au 15 janvier 1934, la presse rapporte que 32 personnes sont restés immobilisés dans ce restaurant à cause d'une tempête qui a stoppé le service du téléphérique, et que la route allant des Treize Arbres à Monnetier avait été rendue impraticable par la tempête. Dans les années 1980, pour la réouverture du téléphérique, un nouveau restaurant est construit, qui sera lui même détruit en 2021 pour faire place à un autre restaurant panoramique de 360 degrés, comportant 132 places en 2023. La particularité de ce chantier, c'est que ce restaurant sera dans la partie supérieure du bâtiment de la gare, comme le voulait initialement Maurice Braillard, mais l'idée avait été abandonnée. La pièce servait de locaux techniques et les baies vitrées avaient été masquées par de la tôle,.

## Galerie

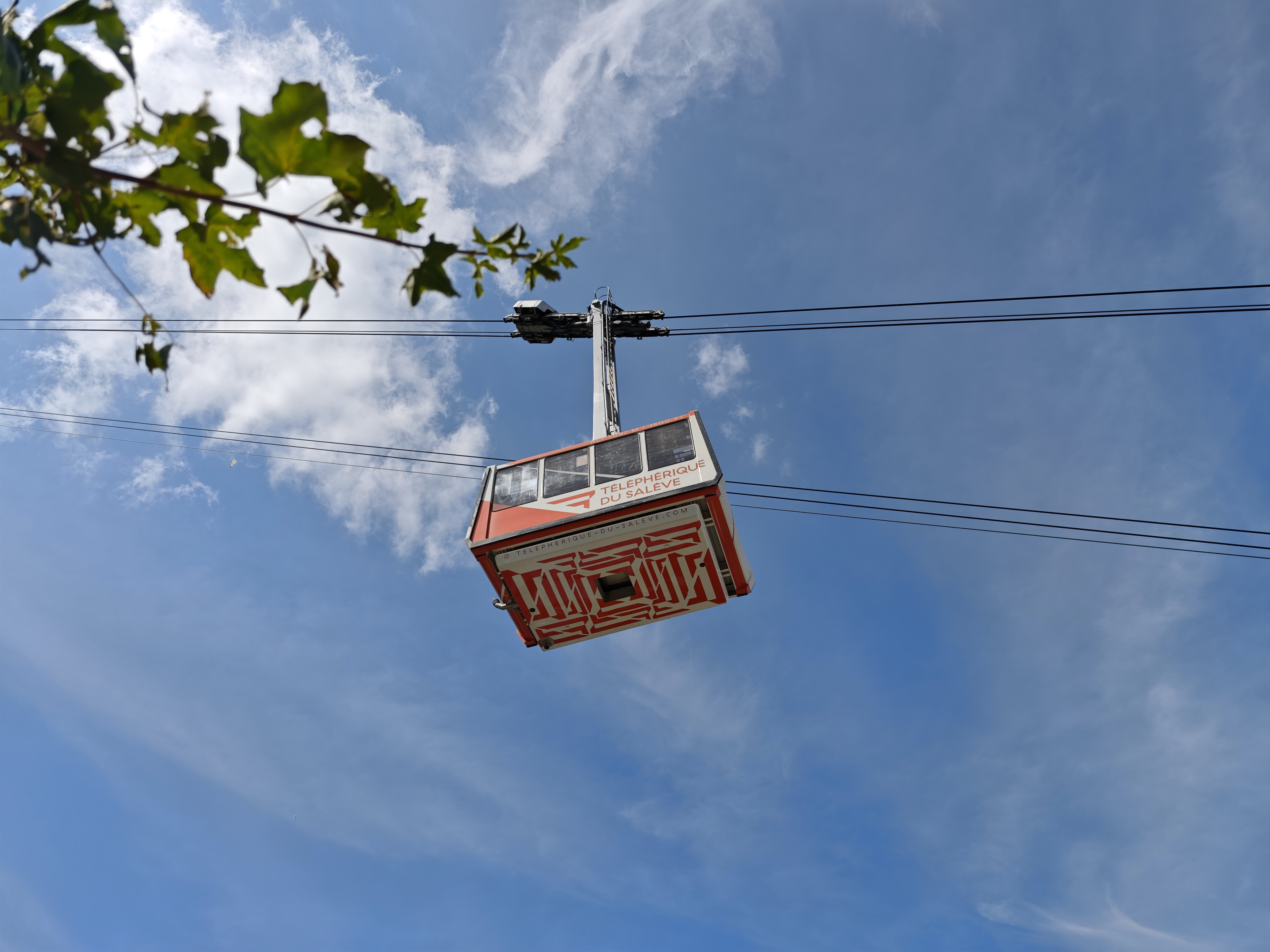
Cabine du téléphérique du Salève, vue du dessous
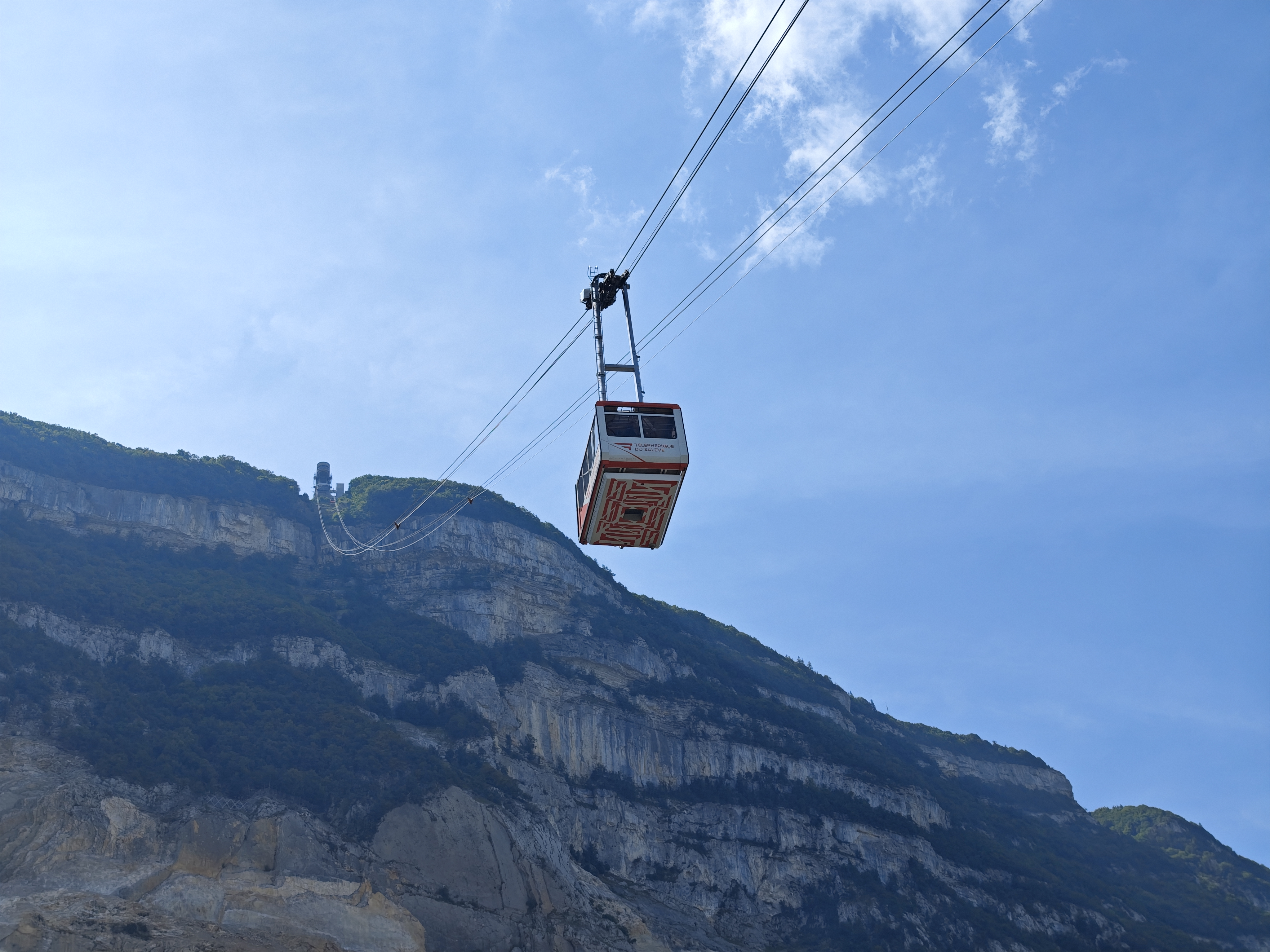
Cabine montante du téléphérique du Salève
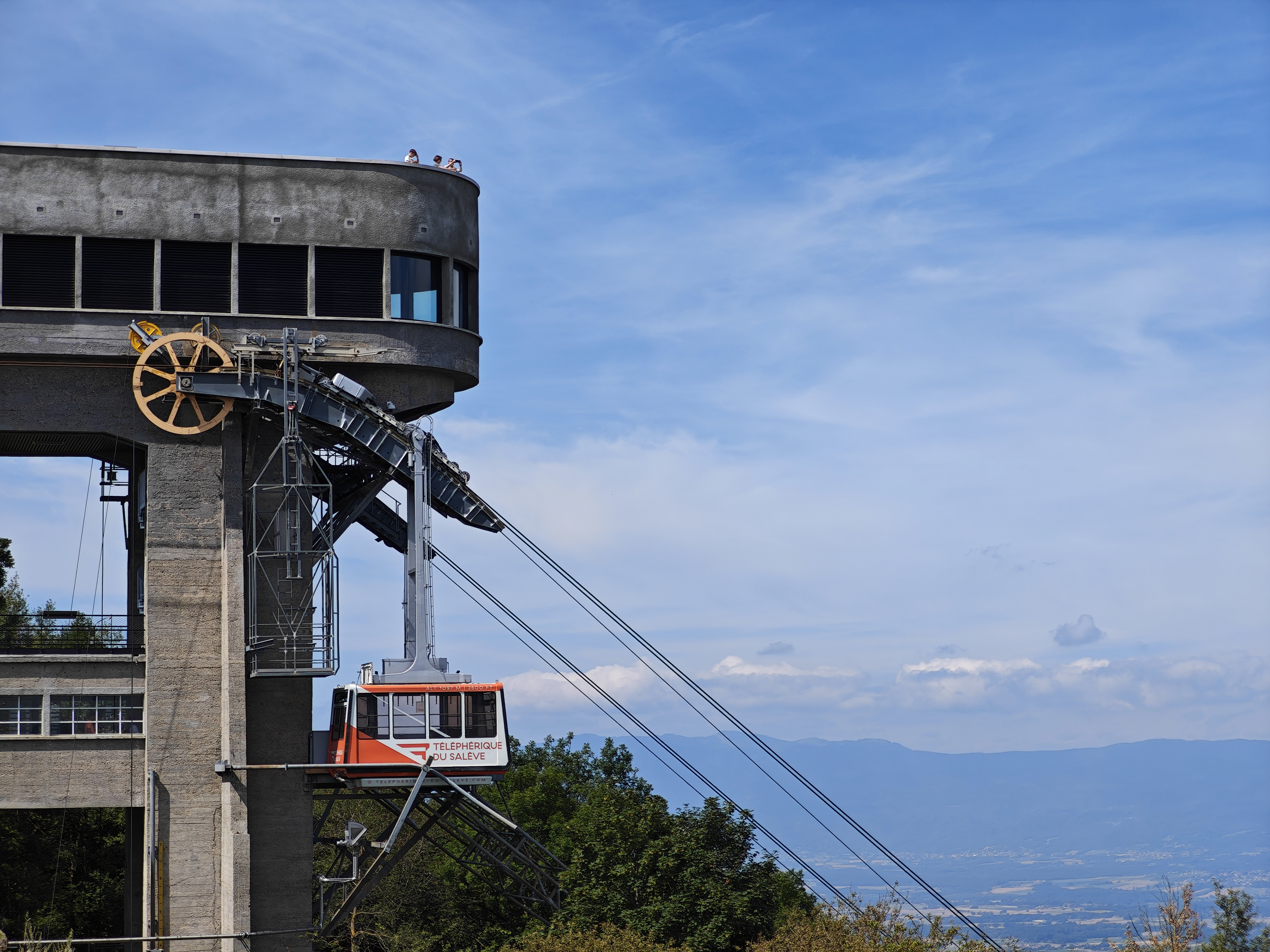
Téléphérique du Salève, station haute
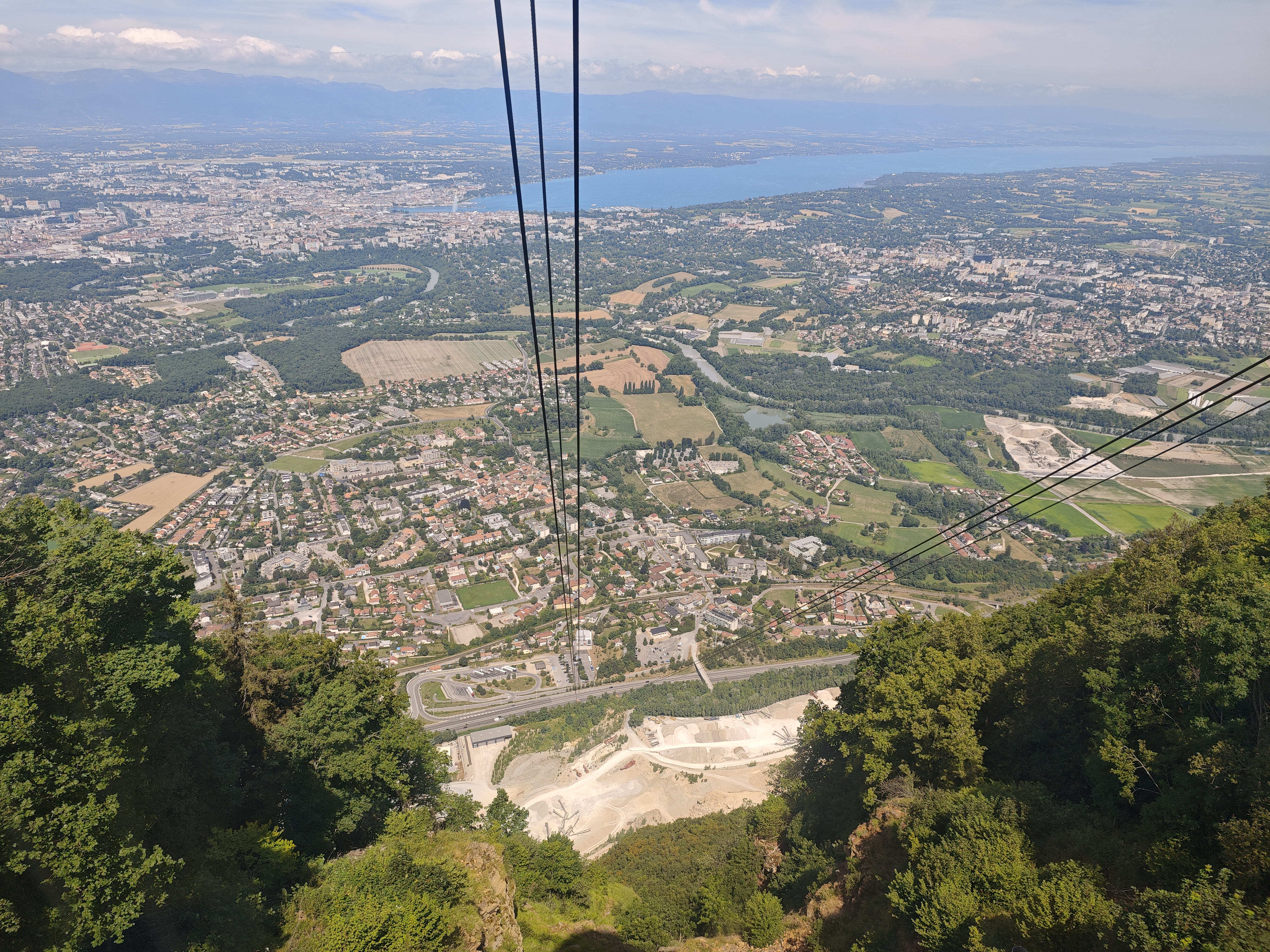
Vue des câbles du téléphérique du Salève à partir de la station haute